# Вестготи
Вестготите, наричани също визиготи (на латински: Visigothi, Tervingi, Wisigothi, Vesi, Visi, Wesi, Wisi), което буквално означава западни готи, са един от двата клона на готите, наред с остготите, сиреч източните готи. Те са един от германските народи, които навлизат в Римската империя по време на Великото преселение на народите. Вестготите нанасят поражение на римляните в битката при Адрианопол през 378 година, след което, водени от Аларих I, се насочват към Италия и разграбват Рим през 410 година.
През 418 година вестготите се установяват в южните части на Галия като федерати на Империята, но малко по-късно създават свое независимо Вестготско кралство със столица в Тулуза. Те разпростират властта си в Испания за сметка на вандалите, но губят териториите си в Галия след поражението от франките през 507 година. Така Вестготското кралство остава ограничено до областта Септимания и Пиренейския полуостров, откъдето изтласква окончателно Византийската империя и където унищожава държавата на свевите. След падането на Римската империя, вестготите продължили да оказват значително влияние в историята на Западна Европа в продължение на около 250 години.
В края на 6 век вестготите преминават от арианството към католицизма и постепенно възприемат културата на своите романизирани поданици. В началото на 8 век Вестготското кралство е унищожено при завладяването на Пиренейския полуостров от мюсюлманите. Остатъци от вестготската традиция се запазват в Испанската марка и в основаното от вестготския благородник Пелайо Кралство Астурия.

## Ранна история
За първото споменаване на вестготите се смята това на Мамертин в „Панегирика“ в чест на императора Максимиан през 291 г.: „тервингите, част от племето на готите“ (лат. Tervingi pars alia Gothorum), които се съюзяват с тайфалите за нападение на вандалите и гепидите.
В началото на 6 век Касиодор, автор на обемната „История на готите“, преведена и съкратена впоследствие от Йорданес в известната му Гетика („За произхода и делата на готите“ или De origine actibusque Getarum), въвежда новите преосмислени названия и деленето на западни и източни готи. Тези названия отразявали фактическото им географско положение предвид установяването на вестготите на Пиренейския полуостров, а на остготите на територията на Италия.

## Готски войни
За първи път в историческите сведения, вестготите се появяват като отделен народ в средата на 3 век, когато завладяват Дакия. По-късно в 268 г. вестготите атакуват Римската империя и се настаняват на Балканския полуостров, но в следващите три години биват отблъснати отново на север от Дунав чрез серии от военни действия, водени срещу тях от римските императори Клавдий II и Аврелий.
През 376 година, застрашени от атаки на хуните, вестготите се настаняват в римските провинции на юг от Дунав, като в замяна на това участват като наемници в римската войска.
В края на 3. век вестготите заемат изоставената по стратегически причини от Римската империя Дакия. За разлика от аланите и сарматите с тяхната тежка (бронирана конница) и лека конница, военната сила на вестготите се е състояла предимно от пехота. Готски дружини се намесвали в борбите за престолонаследието след провала на тетрархията. След като частично повторно завладяват левия бряг на Дунав, в крайна сметка роденият в гр. Ниш св. император Константин Велики (280 – 337) победил своите вътрешни и външни противници с активното съдействие на визиготите, благодарение на които той ликвидира тетрархията и се обявява за самодържец, а към 330 г. пренася столицата на Римската империя в тракийския град Бизантион. През 332 г. Константин Велики сключва с дунавските вестготи договор за охрана на границата, като им дава автономност на федерати, а църквата им остава към диоцеза на Цариградската патриаршия.
След Константин Велики територията на юг от десния бряг на Дунав се е наричала ripa Gothica (Готски бряг; лат. ripa — бряг на река, рядко морски бряг). Същата била устроена като укрепена гранична организация, която навлизала в дълбочина и обхващала днешна Северна България и Добруджа. Всички народи, които идвали тук отвъд Дунава, са били считани за готи, независимо дали са идвали за търговия с римските caupones (лат. ханджия, механджия, кръчмар; презрит. търговец), за да постъпят на римска военна служба, militon (лат. войник) или са търсели услугите на capillon (бръснар). Перманентният недостиг на храни на север от Дунава се компенсирал с търговия, в т.ч. и с роби. 10.

## Християнизация
След окончателното узаконяване на християнството през 313 година от император Константин Велики с Указа за толерантност от Милано се ускорява християнизацията на визиготите, в която съществена роля играе Вулфила, епископ на гр. Никополис ад Иструм (Никопол), този „съвременний Мойсей“ в тяхната „обетована земя“ Мизия, както е наречен в „Църковната история“ на Филосторгий (покръстителят на Константин Велики) и от Патриарх Фотий. Както те, така и Йорданес, Сократ и Созомен оставят за него един образ на високообразован апостол и просветител от внушителен мащаб, подобен на този на Светите братя Константин и Методий половин хилядолетие по-късно. Пространно негово житиеописание е оставил доростолският (Силистренският) епископ Авксентий, негов ученик и приемник, известно от изложението на епископ Максимин (360 – сл. 427). Негов учител е херсонският епископ Теофил, участвал в Първия вселенски събор в гр. Никея (Никейският събор), ползвал е еднакво добре готски, гръцки и латински език. Вулфила е хиротонисан през 340/341 г. за готски епископ и приемник на починалия първи техен архиерей Теофил от Цариградския патриарх св. Евсевий Никомидийски, виден представител на Арианството и съученик на александрийския свещеник Арий (250 – 336), презвитер в гр. Александрия, т.е., когато партията на арианите е най-силна в Империята (337 – 361 г.) 11.
От друга страна, в резултат на изключителния успех на мисионерстването на  Вулфила сред готите се поражда напрежение между християните и другите им сънародници, останали с древните си езически убеждения и практики, което скоро се превръща в истинско гонение на християните. Падат също многобройни жертви, като св. мъченик Сава Готски (Кападокийски). Самият Улфил поисква позволението на император Констант (* 337 – †350) да премине от Дакия (Влашко) на юг от Дунава и да се настани, заедно с поверените му пасоми, в границите на християнската империя, със собствен престолен център древноримския град Никополис ад Иструм (с. Никюп) северно от Велико Търново. Ако датите в източниците са точни, това трайно завръщане на готите в границите на империята по българските земи трябва да е станало около 348 – 349 г. 11.
По тая причина и княз Фритигерн (* началото на 4 в.) излиза в опозиция на езичника княз Атанарих I (†381), който яростно преследва готите християни, някои дори изгаря в къщите им, в църквите им и т.н.
Св. епископ Вулфила (Урфил), създава (след 350 г.), по поръчение на император Констанций II, на територията на днешна Северна България първия превод на Библията (без последните 4 глави – „Царствата“, „да не би готите да се почувствали насърчени да воюват, както най-често правели съдиите и царете израилеви!“, според Филосторгий) на говоримготски език. За целта като заместител на ползваните дотогава „руни“ Вулфила въз основа на гръцката азбука създава нова азбука, като използва и латинската и рунната. 
Части от превода на Вулфила е запазен в Сребърния кодекс („Codex argenteus“) и в други писмени готски паметници,  произхождащи най-вече от Италия, където са преписвани от източни готи.

## При Константин Велики
В края на 3. век вестготите заемат изоставената по стратегически причини от Римската империя Дакия. Военната сила на вестготите се е състояла предимно от пехота. Готски дружини се намесвали в борбите за престолонаследието след провала на Тетрархията. След като частично повторно завладял левия бряг на Дунава, в крайна сметка св. император Константин Велики (* ок.280 – † 337) победил своите вътрешни и външни противници с активното съдействие на вестготите, благодарение на които той ликвидира Тетрархията и се обявява за самодържец, а към 330 г. пренася столицата на Римската империя в Бизантион (Византия, Константинопол). 
През 332 година Константин Велики сключва с дунавските вестготи договор за охрана на границата, като им дава автономност на федерати, а църквата им остава към диоцеза на Цариградската патриаршия.
В главата за „Готските игри“, съставена от самия Константин Велики или по негова поръчка, като се посочват коледните приеми и празненства на византийския двор, се споменават и развлеченията след пиршеството. А именно – музика, песни, театрални представления и латински славословия. На шестия ден на празниците се устройва закуска, на която се поканват „българите, сините, зелените и разни чужденци: фаргани, хазари, агаряни и франки“. Всички участват в национално облекло, народни горни дрехи ковади 525.
След Константин Велики територията на юг от десния бряг на Дунав се е наричала ripa Gothica (Готски бряг; лат. ripa — бряг на река, рядко морски бряг). Същата била устроена като укрепена гранична организация, която навлизала в дълбочина и обхващала днешна Северна България и Добруджа. Всички народи, които идвали тук отвъд Дунава, са били считани за готи, независимо дали са идвали за търговия с римските caupones (лат. ханджия, механджия, кръчмар; презрит. търговец), за да постъпят на римска военна служба, militon (лат. войник) или са търсели услугите на capillon (бръснар). Перманентният недостиг на храни на север от Дунава се компенсирал с търговия, в т.ч. и с роби. 10.
От 365 г., по времето на княз Атанарих I, отношенията се изострят и през 369 г. Атанарих I е разбит от родения в Панония Император Валент (* 328 – † 378), но договорът се подновява.

## Хунско нашествие
При разпадането на визиготската държава в Дакия под натиска на хунобългарите през 376 г. вестготите преминават на страната на княз Фритигерн и десетки хиляди се заселват в Тракия с разрешението на император Валент. Едуард Гибън (* 1737 – † 1794) в основния си труд за „История на залеза и падането на Римската империя“  за годините 365 – 398, изчислява преминалите отсам Дунава вестготи дори до един милион души, включително и 200 000 въоръжени, които се смесват с романизирани траки. Същият автор счита за непростима стратегическа грешка на „римското великодушие“ да бъдат допуснати в границите на империята толкова много въоръжени хора. С тях преминават Дунава и части от други племена – остготи, алани, хунобългари и др.
През 377 г. значителен брой християни от местното население напуснали родните си места поради гоненията на императорите Деций и Диоклециан в края на 3-ти и началото на 4 век и намерили убежище отвъд Дунав, се завръщат в своята родина и се заселват на юг от Стара планина, главно в района на Одрин, провинция Готия, чийто епископ е арианин 8. Още след смъртта на император Констанций II обаче и след промяната на църковна политика в Цариград в края на 60-те години на 4-ти в., те са третирани от църквата като еретици, започват масови гонения срещу това население, чиято връхна точка е 26 март 378 г. На тази дата 26 християни са изгорени край Одрин по нареждане на папа Дамас I (* 366 – † 383), Валент и Грациан (впоследствие са обявени за мъченици): поп Верко, Авив, Иской, Сила, Фильо, Ана, Ала, Лариса, Мика, Анимиса и Гатя, Сава „воин готин“, презвитер Батуш и др..
Малко по-късно сред това население настъпва голямо брожение срещу императора, което за кратко време се превръща в значителен по размери бунт. Въстанието започва в Одрин, където начело са някои от водачите на новозаселилите се „еретици“ Сърд и Коля (Амиан Марцелин, * ок.330 – † ок.395). Към тях се присъединява цялото местно население в централната част на Балканския полуостров, в помощ на разбунтувалите се идват техните родственици отвъд Дунава. Масовата психоза и омразата срещу Валент създават убеждението, че Валент трябва да бъде изгорен жив по Божия воля (Амиан Марцелин) 8.
За това въстание против римляните и гърците Йордан пише (De Get. 24. 140), че мизийските готи, т.е. гетите, „въстанали и заели Тесалия, Епир, Ахея и Панония“.

## Битката при Адрианопол
За да се справи с този проблем, императорът се готви да даде генерално сражение. На негова помощ идва роденият в гр. Сирмиум Грациан (* 359 – † 383), Цезар на западните провинции на Римската империя. Неговите войски обаче са блокирани в Северозападна България при Кастра Мартена (гр. Кула). Валент започва самостоятелни действия през 378 година  край Адрианопол (Одрин), на 9 август римската кавалерия е обърната в бяг, римската армия е разгромена. Император Валент бяга и се скрива в една къща, но там е изгорен жив, загиват почти всички военачалници и офицери и 2/3 от войската (сражението е описано и от Св. Паисий в неговата История…) 12.
След разгрома при Одрин империята изпада в критична ситуация, тъй като готите и българите контролират практически цяла Тракия до самия Цариград. Грациан извиква спешно испанеца Теодосий и го назначава за Главнокомандващ на римската армия в Тракия. Теодосий успява да разбие бунтовниците, овладява положението и става приемник на Валент – император Теодосий I Велики (* 347 – † 395).
След тези събития Римската империя е принудена да засили религиозната, стопанската, политическата и правната интеграция на вестготите. По силата на договор от 382 г. с император Теодосий I, те получават автономия между Дунава и Балкана и статут на федерати срещу задължението да служат под свое командване в римската армия, като практически стават нейна основа.

## Миграция
Към 390/391 г. все по-силен става натискът на хуно-българите от север, което предизвиква придвижване на юг от Балкана на отделни подразделения вестготите (Мавро Орбини цитира сведения на Касиодор за тежки сражения на българите с римляните около 390 г.). През 395 г. тракийските вестготи и многонационални преселници с предимно готско потекло издигат за първи път свой крал Аларих I (370 – 410), роден в Добруджа (Малка Скития) на един остров в устието на Дунава, който през 394 г., като водач на готите федерати, е участвал в Алпите в победоносния поход на Теодосий I срещу езичника, гала Евгений († 394), самообявил се за император на Запада с помощта на magister militum praesentalis Арбогаст († 394). В Битката при р. Фригид християнската източна войска, въпреки тежките загуби на вестготите, успява да победи езическата западна войска и да даде тласък на християнизирането на Запада.
При все по-масовото преминаване на Дунава от хунобългарите част от вестготите под ръководството на Аларих I преминават Балкана и тръгват към Цариград, после към Тесалия и Пелопонес, още повече, че не се чувстват вече обвързани с договора след смъртта на Теодосий I през 395 г. Преминават Термопилите, оплячкосват Атика, превземат Атина, Коринт, Аргос и Спарта. След като са разбити през 397 г. от римския пълководец Стиликон (вандал, 359/365 – 408) вестготите на Аларих I се установяват в Македония с нов договор като федерати. По това време синовете на Теодосий I са поделили Империята – Хонорий (384 – 423) управлява западните провинции, а Аркадий (377 – 408) – източните провинции. Аркадий дава на Аларих титлата magister militum per Illyricum.
Междувременно, през зимата на 399/400 г. Тракия отново станала арена на бунт на „римски“ готи, ръководени от римския пълководец и Консул от дунавско готско потекло Гаинас. Той влязъл в Константинопол с войските си и изискал номинирането му за magister militum praesentalis и даже с амбиции за трона , но срещнал съпротива от управляващата върхушка. На искането на убедения арианец, на неговата религиозна общност да бъде предоставена една църква, силно се противопоставил Константинополският патриарх св. Йоан Златоуст (350 – 407) . Императорските войски на испанеца Аркадий започнали преследване и лов на готи. На 12 юли 400 г. 7000 от тях нахлули в готската православна църква близо до двореца, където, по лична заповед на императора, били затворени, съсечени и изгорени с църквата . Гаина напуснал града, но бил разбит при Дарданелите. Успял да избяга на север от Дунава, където бил убит от хунобългарите на кан Улдин от опасения да не би да предизвика размирици всред готите. Оттук нататък Константинопол все по-често започнал да се намесва с военна сила в българо-гръцките религиозни борби в полза на вторите.
През 401 г. Аларих I тръгва отново на дълъг поход с около 20 хил. и техните семейства през Балканския полуостров до Италия, през 408 г. пристига пред гр. Рим, а през 410 г. го превзема и оплячкосва.